# Alexander Tschäppät
Alexander Tschäppät, né le 16 avril 1952 à Berne (originaire de Bözingen/Boujean) et mort le 4 mai 2018 dans la même ville, est une personnalité politique suisse, membre du Parti socialiste.
Il est conseiller national de fin 1991 à fin 2003 et de fin 2011 à sa mort et maire de la ville de Berne de fin 2004 à début 2017.

## Biographie
Alexander Tschäppät naît le 16 avril 1952 à Berne. Son père, Reynold Tschäppät, est maire de Berne de 1966 à 1979.
Il étudie le droit et devient avocat. Il est président de tribunal à Berne de 1982 à 2000. 

## Parcours politique
Il siège au conseil de ville de 1979 à 1991, puis au Conseil national de 1991 à 2003.
Alexander Tschäppät appartient à l'exécutif de la ville de Berne depuis 2001. Il occupe la direction de la planification, des transports et de la construction jusqu'en 2004. 
Le 28 novembre 2004, il est élu à la présidence de la ville de Berne avec 61,3 % des voix. Il devance Kurt Wasserfallen de 8 000 voix. Il est réélu en 2008 avec 58,7 % des voix, devant Barbara Hayoz puis le 25 novembre 2012 avec 69,6 % des voix. En janvier 2017, il est remplacé par Alec von Graffenried.
Il signe son retour au Conseil national lors des élections fédérales de 2011, puis est réélu en octobre 2015.

### Action politique
Alexander Tschäppät se consacre aux questions de développement urbain, culture, formation et égalité des chances. À son actif figurent la réorganisation de la Place fédérale pour la rendre plus conviviale avec un marché au lieu d'un parking, la reconfiguration de la place de la gare en 2007/2008, le centre commercial et de loisirs Westside ainsi que le tram Bern-West.

## Mort
Il meurt d'un cancer le 4 mai 2018 à Berne,.